# John Ainsworth-Davis
John Creyghton Ainsworth-Davis, född den 23 april 1895 i Aberystwyth, död den 3 januari 1976 i Stockland i Devon, var en brittisk friidrottare.
Han blev olympisk mästare på 4 x 400 meter vid olympiska sommarspelen 1920 i Antwerpen.